# Groupement de scientifiques pour l'information sur l'énergie nucléaire
 (avril 2018).
Si vous disposez d'ouvrages ou d'articles de référence ou si vous connaissez des sites web de qualité traitant du thème abordé ici, merci de compléter l'article en donnant les références utiles à sa vérifiabilité et en les liant à la section « Notes et références ».
Le Groupement de scientifiques pour l’information sur l’énergie nucléaire (GSIEN) est une association de scientifiques française créée en 1975 par Monique Sené à la suite de l'« appel des 400 » physiciens opposés au programme nucléaire. Le GSIEN publie également La Gazette nucléaire.
Ses membres sont consultés par les médias au sujet de projets nucléaires, notamment lors de la catastrophe de Tchernobyl ou de l'accident nucléaire de Three Mile Island. Le GSIEN fait partie de plusieurs institutions officielles.

## Présentation
De 1976 à 2019, le GSIEN a publié chaque année au moins un numéro de La Gazette nucléaire. De Three Mile Island (1979) — le GSIEN a fait partie des premiers organismes ayant communiqué sur les causes et conséquences de la catastrophe — à Tchernobyl (1986) et Fukushima (2011), la Gazette traite des questions de la sécurité des installations nucléaires, notamment de l'EPR, de l’Autorité de sûreté nucléaire et des procédures prévues en cas de catastrophe du type Tchernobyl.
Le GSIEN a rédigé plus de 200 dossiers thématiques publiés dans La Gazette nucléaire. Il a aussi édité plusieurs livres et réalisé de nombreuses interventions devant des organismes officiels ou pour le public, et répondu à de nombreuses demandes d'enseignants, journalistes et associations écologistes.
Ainsi le GSIEN a-t-il établi des dossiers pour le Conseil supérieur de la sûreté nucléaire puis (CSSIN, de 1981 à 2007) et pour l'Office parlementaire d'évaluation des choix scientifiques et technologiques. Il a participé au Comité scientifique de l'Institut de protection et de sûreté nucléaire (IPSN, 1991-2001), à la Commission Turpin sur le Centre de stockage de la Manche (1996), à la Commission Castaing sur Superphénix.
Dans les années 2000, outre la poursuite de diverses missions d’expertise, le GSIEN était représenté au Haut comité pour la transparence et l’information sur la sécurité nucléaire, participe à la mise en place du Réseau national de mesures (Comité de pilotage) et est membre du Conseil supérieur de la prévention des risques technologiques.
Par ailleurs, le GSIEN était engagé au sein de l'ANCCLI (vice-présidence, groupe permanent EPR, groupe permanent Matières et déchets radioactifs, groupe permanent Radioprotection) et participe à son comité scientifique[réf. nécessaire].
Il travaillait aussi directement avec les Commissions locales d'information : en 2004, 2010 et 2011, à leur demande, le GSIEN a été observateur lors de visites décennales des réacteurs de la centrale nucléaire de Fessenheim, de celle du Blayais, de Gravelines et de Golfech.
Le 12 septembre 2023, à l'initiative du GSIEN et Global Chance, plus de 1000 personnes lancent un appel contre la relance du nucléaire en France. Ces personnes se qualifient de scientifiques mais cette appellation est contestée par différents acteurs politiques, journalistiques et scientifiques.

## La Gazette nucléaire
La Gazette nucléaire est la revue d'information éditée par le GSIEN à partir de juin 1976, c'est-à-dire peu de temps après la création de l'association. Près de 300 numéros ont été publiés de 1976 à 2019.